# Sếu đầu đỏ
Sếu đầu đỏ, hay còn gọi là sếu cổ trụi, danh pháp ba phần: Grus antigone sharpii, là một phân loài của loài sếu sarus. Đây là phân loài chim quý hiếm tại miền Việt Nam, nằm trong Sách đỏ Việt Nam và Sách đỏ IUCN thế giới.

## Kích thước và hình dạng
Sếu đầu đỏ phương Đông trưởng thành cao khoảng 150–180 cm; sải cánh từ 220–250 cm và có trọng lượng trung bình 8–10 kg, là loài lớn nhất trong họ sếu.
Chim trưởng thành đầu và trên cổ trụi lông, trừ một đám màu xám ở má. Họng và vòng bao quanh gáy có ít lông đen. Dưới cổ và toàn bộ lông còn lại màu xám ngọc trai. Cánh con, lông bao quanh cánh sơ cấp và lông cánh sơ cấp đen. Mắt vàng cam. Mỏ xám lục nhạt. Chân đỏ thịt. Da trần ở đỉnh đầu và trước mắt lục xám. Da trần ở đầu và cổ màu đỏ. Khác với loài phụ Ấn Độ (G. a. antigone) có kích thước nhỏ hơn và thiếu vòng trắng ở cổ. Lông cánh tam cấp trắng ở loài phụ Ấn Độ và xám ở loài phụ này ở chim non đầu và cổ có phủ lông nhỏ màu vàng xỉn.

## Chế độ ăn
Chúng có chế độ ăn tạp, có thể ăn các thức ăn thô thường gặp tại đầm lầy và các vùng nước nông như rễ, củ cây, côn trùng, động vật giáp xác và một số loài thú có vú nhỏ.

## Sinh sản

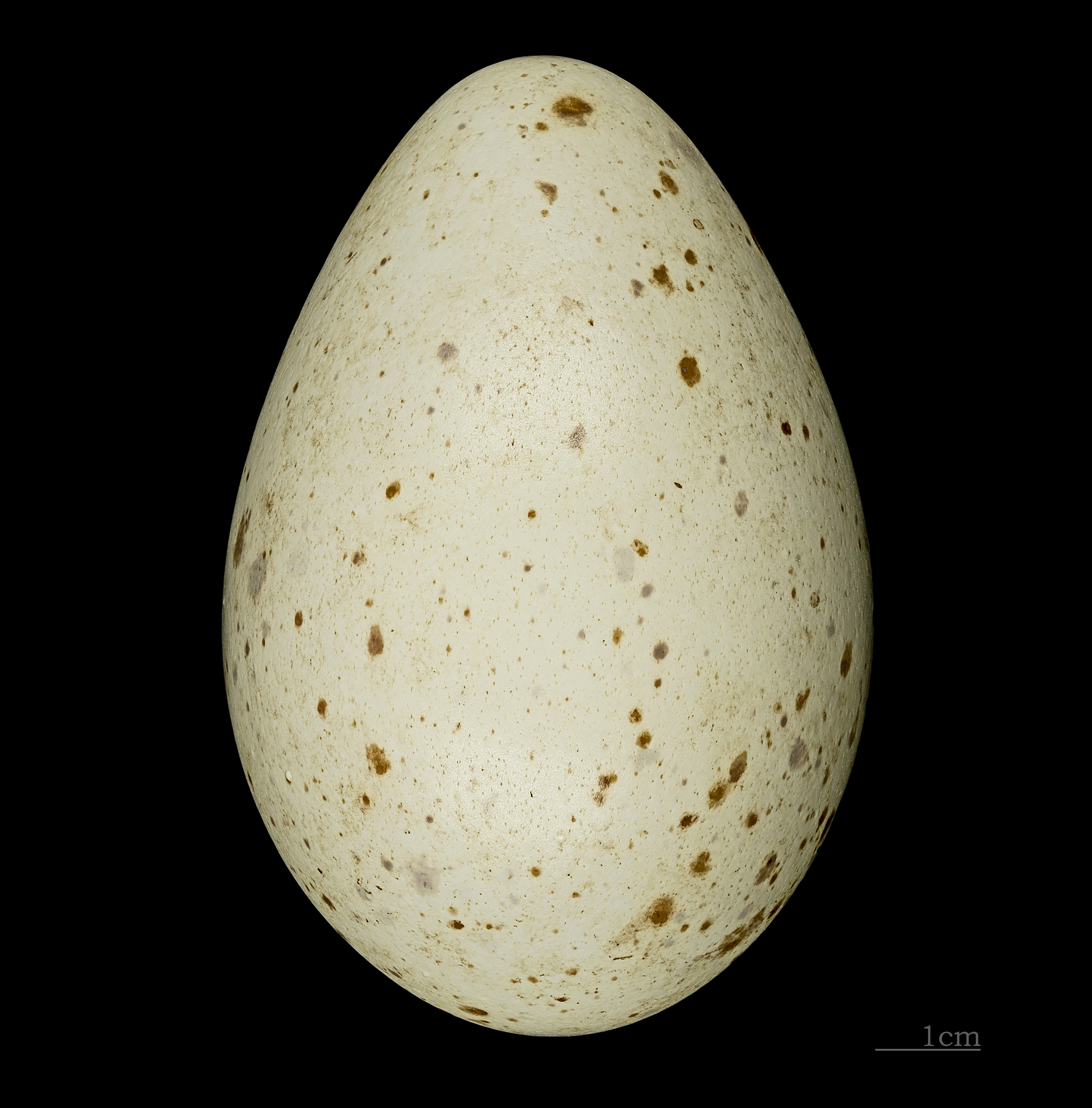
Trứng chim

Chúng sinh sản mỗi năm một lần, vào tháng 7 - 10 (mùa mưa). Mỗi năm một lứa, mỗi lứa 2 trứng, thường chỉ nuôi được một con. Tổ làm trên mặt đất bằng xác thực vật thủy sinh. Mỗi cặp sếu đầu đỏ khi kết đôi sẽ sống với nhau trọn vẹn cả đời. Khi một con mất đi, con còn lại sẽ thủy chung và thậm chí "tuyệt thực" để đi theo bạn đời.

## Sinh thái và phân bố
Đầm lầy, các vùng nước nông, các vùng đất ngập nước chua phèn có nhiều cỏ năn. Chúng ăn củ cỏ năn kim và năn ống. đào củ bằng mỏ. Ngoài ra còn ăn cả côn trùng, cá nhỏ, ếch nhái và đôi khi cả chuột. Nơi làm tổ thường có xen những cây thân gỗ như tràm hoặc các cây thân gỗ ngập nước khác để có bóng mát cho trứng trong thời gian ấp trứng.
Những cánh rừng khô thuộc khu vực trung tâm Đông Nam Á là nơi cư ngụ của loài Sếu đầu đỏ phương Đông, từng có thời phân bố rộng rãi tại các khu đất ngập nước của Việt Nam, Lào, Campuchia, Myanmar, Thái Lan và Vân Nam. Ước tính, hiện nay chỉ còn khoảng 1.000 cá thể tại vùng Đông Nam Á này.

## Sự đe dọa
Sếu đầu đỏ là một loài chim quý hiếm, được bảo vệ bởi pháp luật của hầu hết các quốc gia nơi chúng phân bố, trong đó có Việt Nam. Mối đe doạ lớn nhất đối với loài này, đặc biệt tại Việt Nam là sinh cảnh sống bị thu hẹp, nguồn thức ăn bị hạn chế do những thay đổi về sinh cảnh. Biến đổi khí hậu cùng những tác động không lường trước tới sinh cảnh của chúng cũng là một mối đe doạ cho loài này. Ngoài ra, một mối đe doạ ít phổ biến hơn tại Việt Nam là việc buôn bán bất hợp pháp trứng, chim non và chim trưởng thành hoặc săn bắt trứng và sếu để làm thức ăn.

## Bảo tồn
Tại Việt Nam, những năm gần đây, Sếu đầu đỏ đã trở lại vùng Đồng Tháp Mười rộng lớn do sinh cảnh đất ngập nước nơi đây đã được phục hồi gần với điều kiện tự nhiên trước đây, giúp cho các bãi thức ăn của chúng phát triển trở lại. Hàng năm, có khoảng gần 20 cá thể xuất hiện tại khu vực này.
Vùng Đồng Tháp Mười rộng lớn từng là nơi cư trú của Sếu đầu đỏ tại Việt Nam. Tuy nhiên, việc quản lý chế độ thủy văn để phòng cháy chữa cháy đã khiến cho sinh cảnh khu vực này bị thay đổi, dẫn đến nguồn thức ăn của Sếu đầu đỏ bị hạn chế. Loài chim này hầu như biến mất khỏi khu vực những năm đó. Kể từ năm 2007, WWF đã triển khai nhiều hoạt động nhằm phục hồi sinh cảnh tại Vườn quốc gia Tràm Chim, một phần của Đồng Tháp Mười, gần giống với điều kiện tự nhiên xưa. Sau vài năm thực hiện hoạt động, nguồn thức ăn của sếu – cỏ năng – đã phát triển trở lại. Vườn đã ghi nhận sự trở lại của loài Sếu quý hiếm này trong những năm gần đây. Tiếp nối thành công đã đạt được, WWF hiện đang triển khai các hoạt động tương tự tại khu bảo tồn đất ngập nước Láng Sen, khu đất ngập nước còn lại của vùng Đồng Tháp Mười rộng lớn xưa kia.